# David de Sassun
David de Sassun, o en armeni Sassuntsi Davit (Սասունցի Դավիթ), és una epopeia popular armènia que pren el nom del protagonista.
Aquesta història explica el destí dels herois de Sassun durant quatre èpoques diferents que corresponen a cada membre del llinatge.
La seua interpretació es troba inclosa en la Llista Representativa del Patrimoni Cultural Immaterial de la Humanitat des del 5 de desembre del 2012.

## Noms de l'obra
L'epopeia de David de Sassun té molts altres noms, com ara Els boigs de Sassoun, La casa dels grans o La casa dels titans, La casa dels valents, La casa de Sassun, o Els retorçats de Sassun. La multiplicitat de títols es deu a l'origen popular i oral de l'obra.

## Història de l'obra
L'epopeia de David de Sassun prové de la tradició oral del poble armeni. No se sap exactament quan es va gestar, però hi ha indicis que l'essència de la història es va formar al segle X. Alguns elements de l'obra, però, són d'origen mític, com ara el naixement sobrenatural de Sanasar i Balthasar o el poder que la font lletosa dona a qui s'hi banya. En això, és un testimoni de la cosmogonia del poble armeni.
L'epopeia es va elaborar i transmetre oralment durant més de mil anys. Només a partir del segle XIX els escriptors i escriptores d'Armènia decidiren recopilar i escriure les versions de l'obra.

## L'epopeia deDavid de Sassun

### La infància de David
Fill del rei de Sassun Meher el Gran i d'Armaghan, va quedar orfe en nàixer. Després el va criar Ismil Khatoun, vídua del melik (rei) de Missir (nom armeni d'Egipte i per extensió de tots els països àrabs) i després els seus oncles Joan de la Veu Grossa i Thoros. David va ser dotat des del naixement d'una força sobrehumana que heretà de son pare. La seva infantesa estava marcada pel conflicte que l'oposava al seu germà adoptiu, el melik de Missir. A causa dels intents incessants dels Melik per desfer-se'n i malgrat la benevolència de sa mare, es veu forçat a abandonar Missir i torna a la seva terra natal, Sassun. Allí coneix la seua família i el seu poble. Es va convertir en pastor i després en caçador, però va cometre molts errors per la seua força, que no controlava pas.

### David contra el melik de Missir
Va reconstruir el convent de son pare en un lloc anomenat Dzovassar, amb les seues pròpies mans i en un sol dia. En aquest episodi, David va adquirir fe, tenint una aparició de la Verge de Marouthas. També fou per aquesta gesta que David desperta la ira del melik del Missir i l'empeny a intervenir a Sassun. El melik, doncs, envia els seus soldats diverses vegades per a recuperar el control de la situació i exigir el tribut que David es nega a pagar-li. David sense dificultat es desfà dels soldats del Missir. Aleshores, boig de ràbia, el melik convoca tot el seu exèrcit i tots els seus vassalls i va a la guerra contra Sassun. En aquest moment, preparat per lluitar sol contra un exèrcit gegantí, David obté del seu oncle l'equipament llegendari del seu pare, amb una armadura completa i l'espasa Fulgurant, així com el fidel i poderós poltre Djalali. David comença a exterminar tot aquest exèrcit quan un home arriba a fer-li entendre que els soldats no tenen res a veure amb aquesta guerra i que l'únic responsable n'és el melik del Missir. Per tant, David se'n va a lluitar contra el melik en un duel. Els dos homes s'enfronten a una baralla per torns. El melik dona tres cops a en David, que no sent res, i després és el torn d'en David de colpejar l'altre. La mare i la germana del melik poden evitar-li els dos primers cops amb uns trucs, però el tercer és fatal.

### El matrimoni i la mort de David
David assoleix així la independència del seu país, Sassun, i una gran reputació per tot el món. Per això, és festejat per totes les dones. Per conveniència, promet a la sultana Tchemechkik casar-s'hi. Però coneix Khandouth, una dona molt atractiva i valenta com ell. David es casa amb Khandouth, amb qui té un fill, Meher el Petit. Però David havia tingut una aventura d'una nit amb la sultana Tchemechkik, que té una filla seua. Ella, enfadada, li ordena que lluite amb ella per a expiar l'ofensa que li ha fet. Molts anys més tard, David recorda aquesta promesa i decideix complir-la. Per això se'n va al país de la sultana Tchemechkik. Allà el mata una fletxa disparada per la seua filla, de la qual desconeixia l'existència.

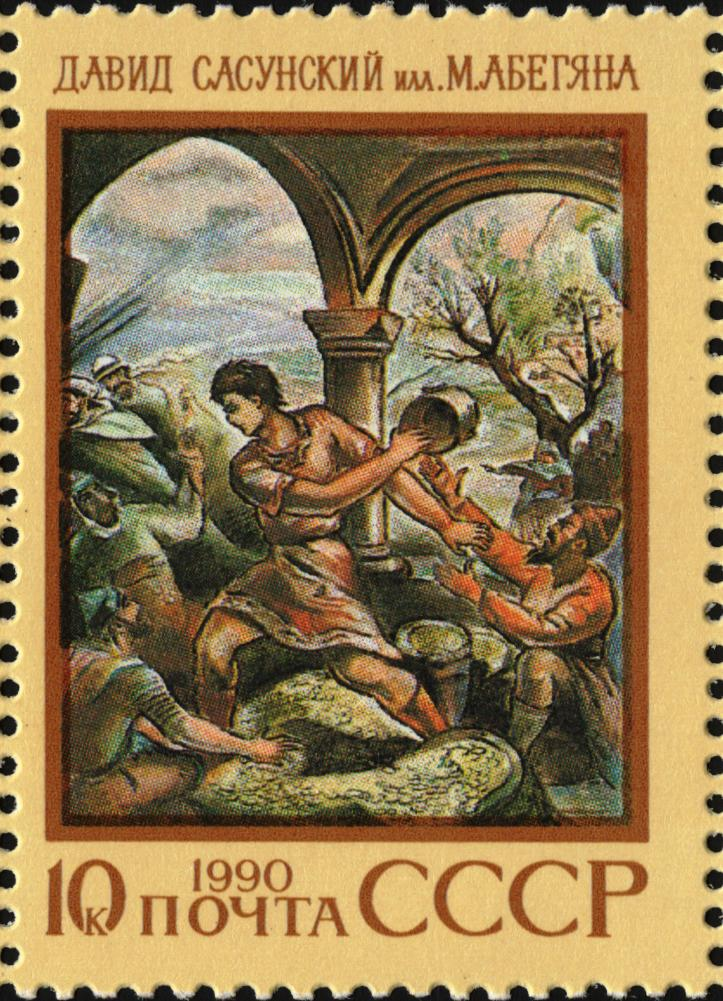
Segell soviètic que representa l'epopeia, 1990

### Els tres herois
- Sanasar i Balthasar, els fundadors de la ciutat de Sassun. Sanasar és besavi de David.
- Meher el Gran, anomenat així en oposició al seu net Meher el Petit, és pare de David. És el tercer fill de Sanasar i Quaranta Trenes Rosses,[10] i germà de Verg el Firaire i Joan la Gran Veu. És l'únic dels germans que està dotat amb l'atribut avantatjós del seu llinatge, és a dir, una gran força, heretada del pare. Combat el melik del Missir i després pacta una treva amb ell. També és, amb una aventura extramatrimonial amb Ismil Khatoun, el pare del melik del Missir.
- David
- (Meher el Petit)

## David i la història
L'epopeia de David de Sassun està ambientada en el context de l'ocupació àrab d'Armènia, a partir del segle VII fins a la restauració del Regne d'Armènia pel bagratuní Asoci el Gran, i més particularment, segons els especialistes en folklore armeni, durant el període de la invasió de Sassun, Taron i Baspracània, des del 632, fins a la revolta del 850-852. Aquest darrer element ha portat a vegades a identificar David de Sassun amb David de Taron, el segon fill de Bagrat I Bagratuní, tot i que l'epopeia no és una obra amb vocació històrica.

## Discografia
El compositor armeni Garbis Aprikian compongué un oratori profà: El naixement de David de Sassun.